# Centromerus paradoxus
Centromerus paradoxus là một loài nhện trong họ Linyphiidae.
Loài này thuộc chi Centromerus. Centromerus paradoxus được Eugène Simon miêu tả năm 1884.